# Juan Carlos de Borbón
Juan Carlos María Isidro de Borbón y Braganza (fr. Jean Charles Marie Isidore de Bourbon, ur. 15 maja 1822, zm. 21 listopada 1887) – karlistowski pretendent do tronu Hiszpanii jako Jan III w latach 1860–1868 i legitymistyczny pretendent do tronu Francji w latach 1883–1887 (również jako Jan III).

## Młodość
Juan Carlos urodził się w Pałacu Królewskim w Aranjuez jako młodszy syn infanta Carlosa Maríi Isidra (młodszego brata króla Ferdynanda VII), i jego pierwszej żony – infantki Marii Franciszki de Bragança.
W 1833 rodzina Juana Carlosa przeniosła się do Portugalii. W tym samym roku, we wrześniu zmarł wuj Juana Carlosa – król Ferdynand VII, a królową została jego starsza córka – Izabela. Ojciec Juana Carlosa, który nie uznał sankcji pragmatycznej, zgłosił pretensje do tronu Hiszpanii jako Karol V powołując się na prawo salickie. W czerwcu 1834 Juan Carlos razem z rodziną przeniósł się do Anglii, gdzie zamieszkał w Gloucester Lodge, a następnie Alverstoke w Hampshire. Kiedy w Hiszpanii wybuchła I wojna karlistowska między zwolennikami Izabeli II a zwolennikami Karola V, Juana Carlosa znajdował się w Hiszpanii, ale nie odegrał w wojnie żadnej roli.
15 stycznia 1837 Kortezy kontrolowane przez królową Izabelę II, przyjęły ustawę, którą następnie ratyfikowała królowa-regentka Maria Krystyna Sycylijska, która wykluczyła Juana Carlosa, jego ojca, braci i ewentualnych potomków z sukcesji hiszpańskiej. Jednocześnie rodzinie Juana Carlosa odebrano prawo do posługiwania się tytułem infantów Hiszpanii. Karliści nie uznali tego prawa za obowiązujące i nie podporządkowali się mu.

## Małżeństwo
6 lutego 1847 Juan Carlos poślubił Marię Beatrycze Habsburg-Este (zm. 1906), arcyksiężniczkę Austrii, córkę Franciszka IV, księcia Modeny, i Marii Beatrice Sabaudzkiej. Para miała dwóch synów:
- Carlosa Maríę de los Dolores (1848–1909), księcia Madrytu,
- Alfonso Carlosa (1849–1936), księcia San Jaime

Juan Carlos i Beatrycze najpierw zamieszkali w Modenie, ale opuścili ją podczas rewolucji 1848 roku. Po krótkim okresie, który spędzili w Austrii, przenieśli się do Londynu, gdzie urodził się ich młodszy syn. Mimo że rodzina Juana Carlosa i jego żona byli konserwatywni i niezwykle religijni, on sam miał poglądy liberalne. Rozstał się z żoną, która wróciła do Modeny i tam sama wychowywał ich dwóch synów.

## Karlistowski pretendent
Juan Carlos nie odegrał żadnej roli w 1860 roku, podczas powstania karlistów, dowodzonego przez jego starszego brata – Carlosa Luisa, hrabiego Montemolín. 21 kwietnia Carlos Luis został pojmany przez oddziały Izabeli II i zmuszony do zrzeczenia się swoich praw do korony. 2 czerwca Juan Carlos wydał deklarację, w której ogłosił się królem Hiszpanii jako Jan III (Juan III), mimo że dotychczas nosił tytuł hrabiego Montizón. W deklaracji wspomniał o postępie, co zniechęciło do niego wielu konserwatywnych karlistów, którzy odmówili wspierania go.
Kiedy Juan Carlos opuścił Hiszpanię, jego brat stwierdził, że jego abdykacja jest nieważna, 15 czerwca oświadczył, że podpisał abdykację wbrew swojej woli. Juan Carlos odmówił uznania deklaracji brata i zanim Carlos Luis zmarł w styczniu 1861 roku, było jednocześnie dwóch karlistowskich pretendentów do tronu Hiszpanii. W latach 60. XIX wieku popularność królowej Izabeli II ciągle malała, a Juan Carlos ze względu na liberalne poglądy nie był dla karlistów odpowiednim pretendentem. W 1866 roku jego starszy syn, Carlos (wtedy osiemnastoletni), poprosił ojca, aby abdykował na jego rzecz, ale Juan Carlos odmówił. Zrobił to dopiero 3 października 1868 roku, kiedy podpisał akt abdykacji w Paryżu. Pozostał aktywnym zwolennikiem swojego syna i nieustannie zabiegał o „odzyskanie” tronu Hiszpanii przez syna (trzecia wojna karlistowska). Po abdykacji mieszkał głównie w Anglii, w miasteczku Hove, niedaleko Brighton. Używał imienia Mr. Montagu. Mieszkał z Angielką, z którą miał syna i córkę.

## Pretendent do tronu Francji
24 sierpnia 1883, zmarł bezdzietnie daleki kuzyn Juana Carlosa, Henri d’Artois, hrabia Chambord. Był on ostatnim pretendentem do tronu Francji z głównej linii Burbonów francuskich. Wdowa po nim i mniejszość z jego zwolenników opowiedziała się za Juanem Carlosem jako następcą Henryka, ponieważ był najstarszym męskim potomkiem króla Ludwika XIV. Nazwali go Janem III (Jean III), królem Francji i Nawarry. Juan Carlos wydał deklarację, w której przyjął nowe tytuły, ale nigdy nie był aktywnym pretendentem, poświęcił się raczej sprawie hiszpańskiej.
Zmarł w swoim domu przy 25 Seafield Road, w Hove, w 1887. Jego pogrzeb odbył się 24 listopada w kościele Świętego Serca w Hove, w obecności dwóch synów. Jego ciało zostało zabrane do Triestu, gdzie pochowano je w kaplicy świętego Karola Borromeo w bazylice di San Giusto.